# 立体

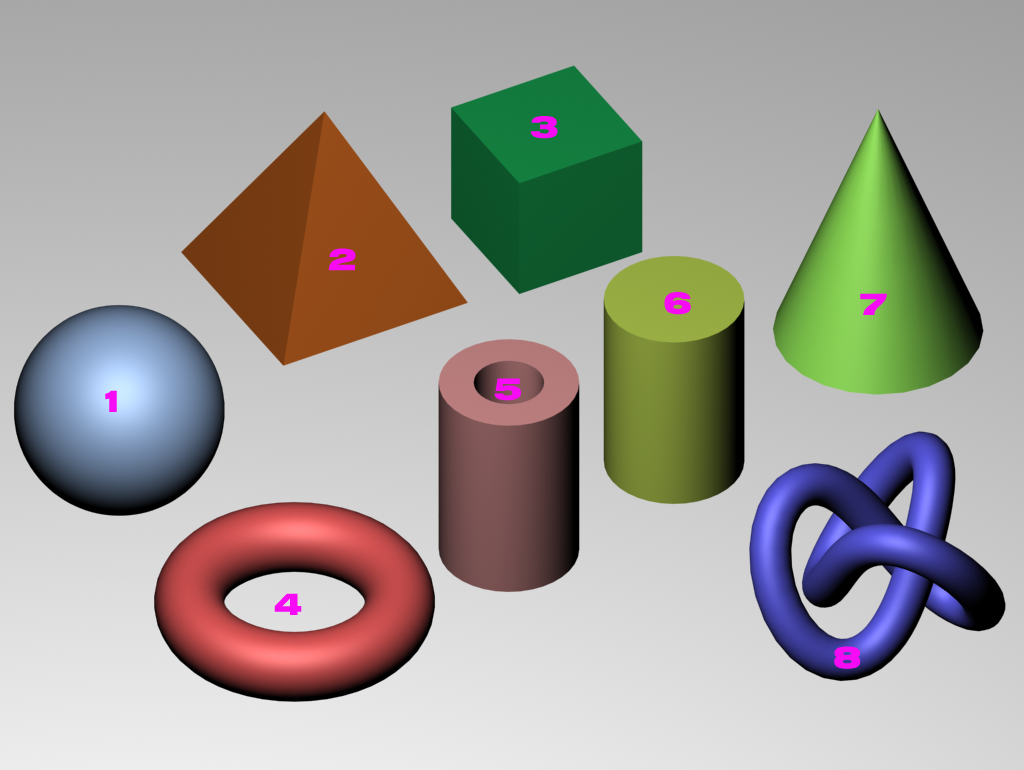
立体の例: 球体, 角錐, 立方体, トーラス体, 中空円筒, 円柱, 円錐, 結ばれたトーラス体

幾何学における立体（りったい、英: body）あるいは中身のつまった図形 (solid figure) は、その表面となる曲面を記述することによって与えられる三次元の図形である。立体の表面は平坦または曲がった面の小片を繋ぎ合わせてかたち作ることができる。その表面をかたち作る小片が全て平面であるような立体は多面体という。様々な立体に対して、それらの体積や表面積を計算するための公式が存在する（幾何学の公式一覧参照）。より高い次元の図形についても一般にこのような仕方で「立体」を定式化するのは容易であるから、ここで述べた立体のことを特に三次元立体とよぶこともある。

## 定義
図形を数学的に定義する方法は様々だが、三次元空間を点の集合と考えるならば、その特別な性質を持つ点からなる部分集合が立体であるということになる。
空間幾何学で扱われる立体は、三次元空間の有界な三次元部分空間であって、その境界となる曲面が有限個の有限の面積を持つ平面または曲面をそれらの境界で貼り合せたものになっている。ここで集合が有界であるとは、それをすべて含むような十分大きな球体が存在することをいう。立体の境界上にある点全体の成す曲面を、その立体の表面と呼ぶ。立体の表面は空間を二つの互いに素な部分集合に分割し、そのうちで一つも直線（線分ではない）を含まないほうをその立体の内部と定める。
幾何学的モデル論における立体は、三次元空間の有界かつ閉な部分集合であって、その内部の閉包が自身に等しいものを言う。与えられた集合がその境界をすべて含むとき完備であると言い、また与えられた集合を全く含む最小の閉集合をその集合の完備化というので、先の立体の条件の三つ目は立体が三次元空間において完備である（低次の領域につぶれていない）ことを保証するものである。これを立体の正則性あるいは一様性と呼ぶことがある。この定義のもとでは、立体は複数の連結成分を持ち得る。立体の表面が複数の連結成分からなることもある。いずれにせよそれらの面に向きが与えられていれば、立体をその表面によって記述することができる。それを立体の境界表現ということがある。

## 例
最もよく知られた立体は、その表面が平坦、円状あるいは球状である。一般に知られた立体の例として、立方体、三角錐、角錐、角柱、八面体、円柱、円錐、球体、トーラス体などが挙げられる。

## 立体の種類

### 凸体
凸である立体を、凸体と呼ぶ。任意の正多面体は凸体である。凸体を（ p-ノルムなどの）ノルムで定義することもできる。

## 応用
- 立体を詳細に理解する方法として、立体の展開図や（物理的な）立体模型（ドイツ語版）を作ったり、動的空間幾何（ドイツ語版）やCADのソフトウェアが利用できる。
- 様々な立体に体積や表面積を与える公式が知られている。
- 個々の立体に対してそれが持つ対称性は群論に基づいて述べることができる。
- 結晶はそれを構成するユニットを立体として理解することができる。

## 注
1. ↑  (Gellet 1998)
2. ↑  (Agoston 2005)
3. ↑  (Floriani & Puppo 2000)